# Moenchia erecta
Moenchia erecta är en nejlikväxtart som först beskrevs av Carl von Linné, och fick sitt nu gällande namn av P.G. Gaertn., B. Mey. och Johannes Scherbius. Moenchia erecta ingår i släktet styvarvar, och familjen nejlikväxter.

## Underarter
Arten delas in i följande underarter:
- M. e. erecta
- M. e. octandra

## Bildgalleri

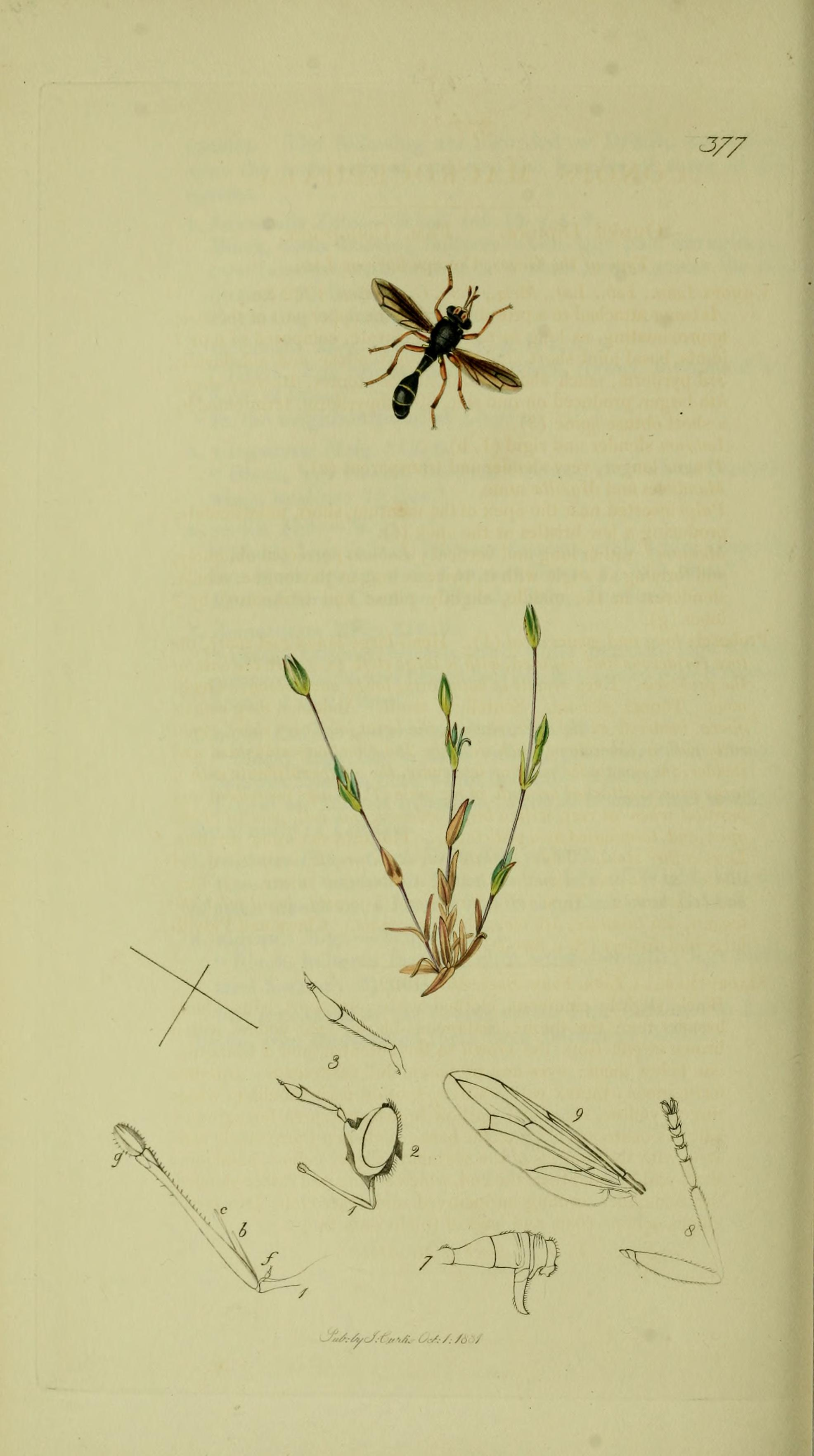